# BRAVIA
BRAVIA是日本索尼（SONY）的平板液晶電視品牌。BRAVIA是「Best Resolution Audio Visual Integrated Architecture」的縮寫。該產品線於2003年建立，2005年正式推出市場。
索尼最初以LCD技術為主導BRAVIA系列，隨後陸續採用多種顯示技術，包括LED背光、OLED和Mini-LED等。
2023年和2024年，索尼更新了BRAVIA產品線，加入XR處理器技術，調整了亮度、對比度和色彩參數。
在市場競爭方面，BRAVIA主要與三星QLED、LG OLED和TCL Mini-LED等產品線競爭。消費者報告指出，BRAVIA系列在影像處理方面表現優秀，但價格通常高於同類競品。

## 關於

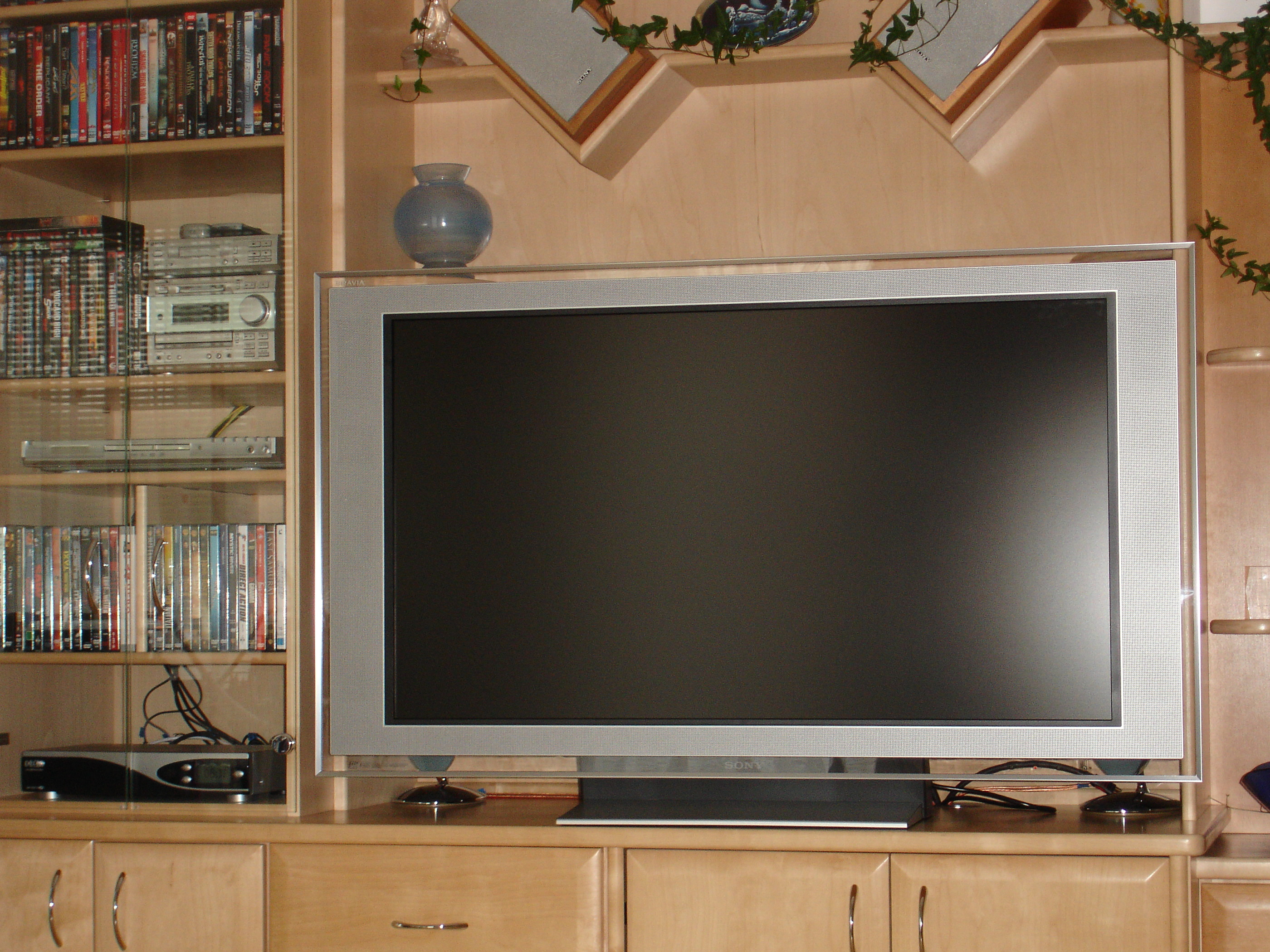
BRAVIA KDL-46X2000

索尼過去因延期研究製造液晶面板技術，使第一品牌陸續被夏普、松下、三星、樂金超越，電視部門的業績不佳。2005財年第一季度財報顯示，索尼電視部門淨虧損72.6億日元（約合6,500萬美元），拖垮了索尼整體的獲利。索尼希望捨棄從映像管電視時代就使用的WEGA品牌，會象徵其電視事業的躍進。
BRAVIA電視品牌最開始是在2005年8月24日發表於香港，2004年11月之後陸續在馬來西亞、新加坡、臺灣、香港、柬埔寨、緬甸、韓國中華城、印度尼西亞中華區域、泰國中華區域發表其最新電視品牌，並將在全球砸下1.4億美元作為BRAVIA行銷。
BRAVIA品牌在2023年推出了BRAVIA A95L XR ，这是索尼首款QD-OLED电视。2024年，索尼推出了BRAVIA 9作为旗舰Mini LED QLED电视，强调高亮度和先进的背光控制技术，如XR Backlight Master Drive with High Peak Luminance，旨在与专业制作显示器BVM-HX3110同步，並提供4000尼特的峰值亮度。
同时，2024年还发布了BRAVIA 8 OLED和BRAVIA 7 Mini LED QLED，分别定位中高端和中端市场。BRAVIA 8继承了前代A80L的优点，设计更薄，画质进一步优化。

## 技術
索尼為BRAVIA系列的推出數個最新技术，如Cognitive Processor XR，这是一款AI驱动的图像处理器，能够动态调整对比度、色彩和清晰度，并广泛应用于2023年和2024年的型号。此外，QD-OLED技术首次在2023年的A95L中使用，结合了OLED的无限对比度和量子点技术的色彩准确度。Mini LED背光技术则用于BRAVIA 9和7，通过精确控制数千个LED区域，减少光晕并提升对比度，其中BRAVIA 9号称比2023年X95L亮50%以上。所有近期型号均采用Google TV平台，也備有流媒体应用，如Netflix、Prime Video等。
2024年4月的新闻发布会上，索尼推出了BRAVIA Theater家庭音频产品线，如BRAVIA Theater Bar 9，支持杜比全景聲和IMAX Enhanced，並提供360度空间音效。